# Moorefield (Arkansas)
Moorefield es un pueblo del condado de Independence, Arkansas, Estados Unidos. Tiene una población estimada, a mediados de 2021, de 123 habitantes.
A pesar de que se mantiene como pueblo, en la práctica ha pasado a ser un barrio de la ciudad de Batesville, de cuyo centro dista solo 6 kilómetros.

## Geografía
Está ubicado en las coordenadas 35°46′2″N 91°34′15″O / 35.76722, -91.57083. Según la Oficina del Censo de los Estados Unidos, tiene una superficie de 2.93 km², correspondientes en su totalidad a tierra firme.

## Demografía
Según el censo de 2020, en ese momento había 126 personas residiendo en la zona. La densidad de población era de 43.00 hab./km². El 89.68% de los habitantes eran blancos, el 1.59% eran afroamericanos, el 0.79% era amerindio, el 2.38% eran asiáticos, el 0.79% era de otra raza y el 4.76% son de una mezcla de razas. Del total de la población, el 4.76% eran hispanos o latinos de cualquier raza.